# Историјски национални парк Гореме и стеновите формације Кападокије
Историјски национални парк Гореме је национални парк у централној Турској. Заузима површину од скоро 100 км2 и налази се у провинцији Невшехир. Постао је УНЕСКО-ва светска баштина 1985. године под називом Национални парк Гореме и стеновите формације Кападокије. Парк се одликује пејзажом еродираним каменом, водом и ветром, са мрежом древних, међусобно повезаних подземних насеља.

## Опис
Национални парк се налази у вулканском региону у централној Анадолији, у близини Ургупа, Чавушина и Гореме. Подручје је на југу и истоку ограничено венцима угашених вулкана са Ерџијес Дагом (3916 м) на једном крају и Хасан Дагом (3253 м) на другом. Подручје парка састоји се од висоравни и високих брда, испресецаних потоцима и речним долинама које је издубила вода, а долине имају стрме падине. Део овог неравног подручја садржи базалт и дебеле слојеве туфа. Туф је резултат пепела који су вулкани емитовали пре више милиона година, који се стврднуо у меку стену, а од тада је прекривен очврслом лавом која формира заштитни слој. Ово је еродирано током миленијума и формирало је разнобојне литице, камене куле, стубове, стене у облику шатора и формације стена у облику ерозионих стубова (вилинских димњака). Долина љубави је позната по својим вилинским димњацима. Ово подручје има годишњу количину падавина од 380 мм и има мало вегетације осим у речним коридорима.
Најранији знаци монашке активности у Кападокији могу се пратити до 4. века када су мале заједнице испосника, следећи учења Василија Великог, епископа Кајсерија, почеле да насељавају ћелије уклесане у стенама. Касније су се заједнице склониле заједно у подземна села како би избегле нападе пљачкашких Арапа.

## Подземни домови
Људи су користили меку туфну стену да би издубили подземне домове. Да би се одупрли арапским пљачкашима, повезали су ове ћелије и створили подземне заједнице, са капелама, складиштима и стамбеним просторијама. Села и мали градови су се развијали на овај начин, а до 842. године, подземне цркве су биле богато украшене сликама у боји.
Кападокијско монаштво је већ било добро успостављено у иконокластичком периоду (725-842), што илуструје декорација многих светилишта која је задржала строги минимум симбола (најчешће вајаних или темпером осликаних крстова). Међутим, и после 842. године многе цркве су ископане у Кападокији и богато су украшене јарко обојеним фигуративним сликарством. У парку Гореме су Токали Килисе и Ел Назар Килисе (10. век), Света Варвара Килисе и Сакли Килисе (11. век) и Елмали Килисе и Каранлик Килисе (крај 12. – почетак 13. века).(реф2)

Данас људи не живе дубоко под земљом као у прошлости када су се скривали или бежали од непријатеља. Али неки људи и даље живе у пећинским насељима која су претворена у домове, са вратима/отвором за дневну светлост у нивоу тла. Нажалост, утврђено је да дугогодишњи становници пећина доживљавају неочекивано високу учесталост мезотелиома, облика рака. Ово је повезано са удисањем ерионитских влакана, минерала уобичајеног у туфним формацијама.